# Klemens Schlüter
Klemens Josef Maria Schlüter (* 14. Juni 1911 in Merzig; † 17. Juli 1963 in Koblenz) war ein deutscher Regierungspräsident und Landrat des Landkreises Bernkastel.

## Leben
Klemens Schlüter studierte nach seinem Abitur in Koblenz im Jahr 1930 Rechtswissenschaften in München, Berlin und Bonn. Die erste Juristische Staatsprüfung absolvierte er 1934, der 1935 seine Promotion folgte. Von 1934 bis 1935 durchlief er den ersten praktischen Teil der Juristenausbildung als Gerichtsreferendar beim Landgericht Koblenz. Nachdem er 1938 die große Staatsprüfung abgelegt hatte, nahm er eine Stelle als Assessor am Oberfinanzpräsidium in Köln an. Von 1939 bis 1945 wurde er bei der Wiener Devisenstelle eingesetzt und 1942 erhielt er seine Ernennung zum Regierungsrat. Während des Zweiten Weltkriegs leistete er von 1941 bis 1945 seinen Kriegsdienst ab, wobei er noch im letzten Kriegsjahr in Kriegsgefangenschaft geriet. Schlüter, der kein Mitglied der NSDAP gewesen war, wurde im Laufe des Jahres 1945 als Justiziar im Regierungspräsidium Koblenz eingesetzt. Von 1949 bis 1950 war er im Ministerium des Innern in Koblenz tätig, wobei er dort in seinem ersten Jahr zum Oberregierungsrat ernannt wurde. 1952 erhielt Schlüter seine kommissarische Ernennung zum Landrat im Landkreis Bernkastel, der von 1953 bis 1959 die definitive Bestellung folgte. 1959 wurde er zum Regierungsvizepräsidenten bei der Bezirksregierung Trier ernannt, dem 1962 letztlich noch die Ernennung zum Regierungspräsidenten im Regierungsbezirk Montabaur folgte.

## Familie
Klemens Schlüter war seit 1940 mit Trude, geborene Wagner, verheiratet.